# José Ramón Guizado
José Ramón Guizado Valdés, né le 15 octobre 1899 et mort le 2 novembre 1964, est un homme politique panaméen.

## Biographie
Il est président de la République pour un très court laps de temps (soit du 2 au 15 janvier 1955) avant d'être emprisonné pour complicité de meurtre sur la personne de son prédécesseur José Antonio Remón Cantera. Relâché au bout de deux ans, il est complètement blanchi de cette accusation mais juge sage de quitter le territoire. Il est mort aux États-Unis en 1964.